# گوزل‌یورت (بورچکا)
گوزل‌یورت (به ترکی استانبولی: Güzelyurt) یک روستا در ترکیه است که در بورچکا واقع شده‌است. گوزل‌یورت ۲۹۶ نفر جمعیت دارد.